# 恋は何んでも知っている
恋は何んでも知っている（こいはなんでもしっている）は、1984年11月21日に発売されたジューシィ・フルーツ14枚目のシングルであり、ラスト・シングル。

## 解説
- 作詞は秋元康、作曲は柴矢俊彦が担当。
- アルバム『Come On Swing』の試行錯誤に満ちたサウンドから一転し、原点に立ち返るかの如く制作された楽曲。アレンジ面では『ジェニーはご機嫌ななめ』など過去の楽曲のフレーズがふんだんに散りばめられている。
- このシングル発売からわずか2ヵ月後の1985年1月15日、東京・芝のabc会館ホールで行われたライブを最後に、ジューシィ・フルーツは解散した。

## 収録楽曲
1. 恋は何んでも知っている
作詞：秋元康、作曲：柴矢俊彦、編曲：Juicy Fruits
2. 想い出にSay Good-bye
作詞：奥野敦子、高木利夫、作曲：奥野敦子、編曲：Juicy Fruits